# Insteekkaart

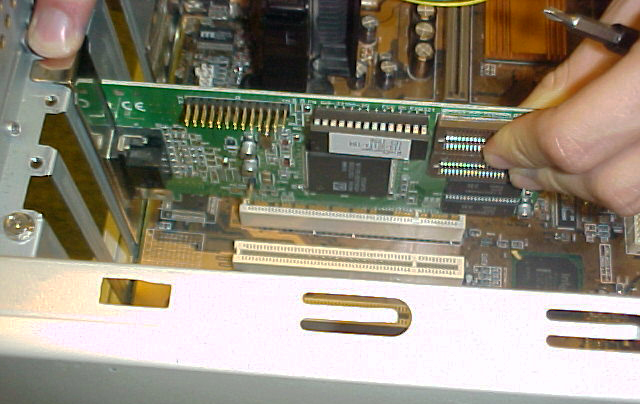
Een insteekkaart wordt in een computer geplaatst.

Een insteekkaart of uitbreidingskaart zorgt in samenwerking met de andere elektronica voor een functionele uitbreiding van een computer.
Computers en andere elektronische apparatuur worden vaak uit modules opgebouwd. Met insteek- of uitbreidingskaarten kan makkelijk specifieke functionaliteit aan een computersysteem toegevoegd worden, of vervangen wanneer de capaciteit onvoldoende is. 
Vaak is er naast de hardware van de insteekkaart ook nog extra software nodig in de vorm van een stuurprogramma en/of applicatie.

## Type insteekkaarten
- Industry Standard Architecture (ISA) - de eerste standaard voor IBM PC's en compatibele systemen (tot circa 1998).
- VESA Local Bus - uitbreidingen van de ISA-standaard, hoofdzakelijk voor videokaarten; veelal gebruikt in personal computers die gebaseerd zijn op Intel's 80486 CPUs.
- Accelerated Graphics Port (AGP) - standaard voor videokaarten (tot circa 2005).
- Peripheral Component Interconnect (PCI) - een moderne standaard, vastgelegd in 1991, vanaf 1995 meer en meer toegepast, ook buiten IBM PC's, onder andere door Apple, Sun en Digital Equipment Corporation (DEC).
- PCI Express (PCIe) - de opvolger van PCI, met een grotere bandbreedte. Als eerste gebruikt voor videokaarten en uitbreidingskaarten voor massaopslag.
- PC Card - insteekkaart voor laptops, gestandaardiseerd als PCMCIA (in 1991) en later als CardBus (32 bit).

## Minder gangbare of oudere insteekkaarten
- Microchannel Architecture (MCA) - een door IBM ontwikkelde 32-bits uitbreidingsbus die de ISA bus moest vervangen. In pc's beperkt gebruikt; ook toegepast in RS6000 systemen.
- Extended Industry Standard Architecture (EISA) - 32 bitsuitbreidingen van de ISA-standaard; beperkt toegepast
- PCI-X - een computerbus die oorspronkelijk is bedoeld voor servers.
- NuBus - Toegepast in de Apple Macintosh; met de opkomst van de Power Mac vervangen door de PCI-bus
- Processor Direct Slot (PDS) - Beperkt gebruikt in de Apple Macintosh
- SBus - Uitbreidingsbus voor Sun Sparc-systemen.
- Ultra Port Architecture (UPA) - Uitbreidingsbus voor videokaarten in Sun Sparc-werkstations.
- Turbochannel - Uitbreidingsbus voor DEC-stations en de eerste Alpha-systemen van DEC.
- VMEbus - 32/64 bit-systeembus, vooral toegepast in industriële controllers.